# Čađavac (Chorwacja)
Čađavac – wieś w Chorwacji, w żupanii bielowarsko-bilogorskiej, w gminie Velika Pisanica. W 2011 roku liczyła 81 mieszkańców.